# Ямамото, Ёсукэ
Ёсукэ Ямамо́то (яп. 山本 洋祐, род. 22 июня 1960, Кумамото) — японский дзюдоист полулёгкой весовой категории, обладатель 8-го дана Кодокан, выступал за сборную Японии в середине 1980-х — начале 1990-х годов. Бронзовый призёр летних Олимпийских игр в Сеуле, чемпион мира, серебряный призёр Азиатских игр, чемпион Азии, бронзовый призёр Игр доброй воли, победитель многих турниров национального и международного значения. Также известен как тренер по дзюдо.

## Биография
Ёсукэ Ямамото родился 22 июня 1960 года в городе Тэнмеи префектуры Кумамото. Активно заниматься дзюдо начал в возрасте пяти лет, проходил подготовку у тренеров в префектурах Ямагата и Яманаси. Окончил Японский научно-спортивный университет.
Первого серьёзного успеха на взрослом международном уровне добился в 1984 году, когда попал в основной состав японской национальной сборной и побывал на чемпионате Азии в Эль-Кувейте, откуда привёз награду золотого достоинства, выигранную в зачёте полулёгкого веса. Два года спустя выступил на Азиатских играх в Сеуле, где стал серебряным призёром в категории до 65 кг — в решающем поединке потерпел поражение от корейца Ли Гён Гына. Ещё через год на мировом первенстве в немецком Эссене одолел всех соперников в своём весовом дивизионе, в том числе действующего чемпиона, советского дзюдоиста Юрия Соколова, и завоевал тем самым золотую медаль.
Благодаря череде удачных выступлений Ямамото удостоился права защищать честь страны на летних Олимпийских играх 1988 года в Сеуле — выиграл здесь три первых поединка, том числе с оценкой вадза-ари прошёл немца Удо Квелльмальца, однако на стадии полуфиналов проиграл поляку Янушу Павловскому, и в итоге получил на Олимпиаде бронзу — в последнем оставшемся поединке за третье место взял верх над новозеландцем Брентом Купером.
После сеульской Олимпиады Ёсукэ Ямамото ещё в течение нескольких лет оставался в основном составе дзюдоистской команды Японии и продолжал принимать участие в крупнейших международных турнирах. Так, в 1990 году он представлял страну на Играх доброй воли в американском Сиэтле, где в полулёгкой весовой категории занял третье место и взял бронзу. Вскоре по окончании этих соревнований принял решение завершить карьеру профессионального спортсмена, уступив место в сборной молодым японским дзюдоистам.
Впоследствии работал тренером по дзюдо в своей альма-матер Японском научно-спортивном университете. Среди его воспитанников — бывший чемпион Азиатско-Тихоокеанского региона Арата Кодзима.